# 駒井善成
駒井 善成（こまい よしあき、1992年6月6日 - ）は、京都府京都市山科区出身のプロサッカー選手。Jリーグ・横浜FC所属。ポジションはミッドフィールダー（MF）だが、ゴールキーパーとセンターバック以外のポジションならどこでもプレーできるユーティリティープレイヤー。
「天才ドリブラー」とも呼ばれる切れ味鋭いドリブル突破と豊富な運動量が持ち味。

## 来歴

### プロ入り前
2002年、京都市立百々小学校4年生の時に京都パープルサンガジュニアの試験を「ダメもとで受けてみた」ところ合格。同じ京都のチーム長岡京SSに在籍していた良きライバルでもある宇佐美貴史は「善成を最初に見た時は衝撃を受けた。勝っていけるのかなと思った」と当時の駒井を語っている。
その後、京都サンガF.C.U-15、京都サンガF.C.U-18で腕を磨いた。
2007年の日本クラブユースサッカー選手権 (U-15)大会では、宮吉拓実や伊藤優汰らと共にプレーし、優秀選手にも選ばれる活躍で優勝を果たした。
2010年、京都サンガF.C.のトップチームに2種登録された。京都サンガF.C.U-18ではキャプテンも務めた。Jリーグユース選手権大会では、同学年の伊藤優汰、下畠翔吾。一学年下の久保裕也、原川力、高橋祐治、杉本大地、三根和起など、後にプロデビューするチームメイト達と共にベスト4まで進出した。敗退となった準決勝のFC東京U-18戦でも、得意のドリブル突破でスタンドを沸かせ、何度もチャンスを作り、試合後には「小学校4年から京都でプレーしてきた。クラブに対する愛着は強い。ユースでの試合はこれで最後だが、トップでも長く京都でプレーしたい」と語った。

### 京都サンガF.C.
2011年、京都サンガF.C.U-18よりトップチームに昇格。背番号は22番。J2に降格したチームが若手に切り替える方針になったこともあり、4月30日第9節の栃木SC戦で初のベンチ入り、後半の33分に中村充孝と交代で入り、Jリーグ初出場を果たした。6月29日第2節のロアッソ熊本　戦でJリーグ初スタメン、久保裕也、伊藤優汰と3トップを形成し、左のウイングで出場した。7月18日第21節の愛媛FC戦でJリーグ初ゴールを決めると、その後はウイングバックとしてコンスタントに試合に出場。9月1日第4節の愛媛FC戦でプロA契約締結条件である公式戦（J2）900分以上出場し、プロC契約からプロA契約変更を果たした。12月29日の天皇杯準決勝、横浜F・マリノス戦では久保裕也のアシストからダメ押しのゴールをあげ、決勝進出に貢献した。
2012年、8月5日第27節のガイナーレ鳥取戦でシーズン初ゴールを含む2ゴールで勝利に貢献、スタメンに定着する。10月21日第39節のFC岐阜戦では、FW陣の不調、キープ力があり、つなげる事などから1トップで起用され、2ゴールの活躍を見せた。その後もシーズン終了となるJ1昇格プレーオフ準決勝まで1トップでスタメン出場。念願のJ1昇格は果たせなかったものの、鋭いドリブル突破を持ち味にチームの主力にまで成長した。
2013年、背番号を7番に変更。3月3日のガンバ大阪戦にて自身初の開幕スタメン出場を果たす。3月17日第3節のアビスパ福岡戦でシーズン初ゴール。サイドハーフで出場していたが、久保裕也の移籍が決まった6月29日第21節の栃木SC戦からは、ウイングとして三平和司、山瀬功治らと3トップの一角を担った。リーグ戦39試合出場4得点を記録し「チャンスメイクを多くできた一方で、フィニッシュ精度に課題が出た」と自己分析。J1昇格プレーオフ決勝にもスタメンフル出場したが、2年連続で敗退。試合後には「まだ受け止められない。ここまできて負けるんだと…」と悔しさを語った。3年連続でJ1昇格を逃している現在、チームの中で唯一の京都府出身選手であり「京都人としてこのチームをもっと強くする」と飛躍を誓った。
2014年、プロ入りから指揮を執っていた大木武が解任され、バドゥが新監督に就任したが、開幕戦からサイドハーフでレギュラーに定着した。成績不振からバドゥが解任され、森下仁志監督代行の元で挑んだ6月21日第19節のロアッソ熊本戦では、試合中に森下からサイドバックでのプレーを要求され「やる」と答えた。試合後には「サンガのためならどこでもプレーしたい」と語っている。それ以降、川勝良一新監督の元でもサイドバックとして約3ヶ月間プレーした。9月28日第34節の横浜FC戦でシーズン初ゴール。シーズン終盤にはボランチの位置でプレーするなど、京都の若手選手の中では唯一、年間を通して試合に出場したが、チームはＪ１昇格プレーオフ圏外の9位でシーズンを終えた。シーズン終了後の12月3日には、関西ステップアップリーグのセレッソ大阪戦にゲームキャプテンとして出場し、優勝に貢献した。
2015年、22歳で京都サンガF.C.の副キャプテンに就任。和田昌裕新監督の元、シーズン開幕のアビスパ福岡戦から左サイドハーフでレギュラー出場。クロスでアシストを記録するなどの活躍を見せ、開幕勝利に貢献した。その後すぐ怪我により離脱したが、第12節からスタメンに復帰すると、奥川雅也との両翼コンビで躍動。5月31日第16節のロアッソ熊本戦でシーズン初ゴールを記録し、チームをシーズン初の連勝に導いた。7月10日に和田が成績不振により解任され石丸清隆が新監督に就任すると、7月18日の第24節セレッソ大阪戦にて、キャプテンの山口智と同じ副キャプテンの大黒将志がスタメンから外され、リーグ戦では初のゲームキャプテンを務めた。その後もゲームキャプテンとして若手主体となったチームを牽引。チームは8月以降1敗しかしなかったが、9試合連続ドローのＪリーグ記録を作るなど、17位でシーズンを終えた。
11月15日、J1リーグの浦和レッズから駒井への正式オファーが報道された。11月23日、同点ゴールを記録した最終節の水戸ホーリーホック戦後『京都の未来には善成が必要』などの残留を願う横断幕を掲げるサポーター達の前で正式オファーを明かし「じっくり考えてから自分の信じる道を突き進みたい」と語った。12月8日、 浦和への完全移籍が発表された。駒井は京都と来季終了までの2年契約を結んでいたため、違約金が発生しての移籍となった。また、移籍に関して京都サンガF.C.の公式サイトにファン・サポーターへの異例となる長文メッセージを掲載。12月13日にはサンガタウンで「感謝の会」を開催し、集まった約350名のファンと別れを惜しんだ。

### 浦和レッズ
2016年、2月27日開幕戦の柏レイソル戦にて後半35分に関根貴大と交代で移籍後初出場。J1リーグデビューを果たす。3月2日ACL第2節の浦項スティーラーズ戦では、浦和レッズでの初スタメン&フル出場でACLデビューを果たした。当初は主にスーパーサブの役割を担い、5月26日のACL決勝トーナメント1回戦FCソウル戦では、途中出場で流れを変え李忠成の同点ゴールをアシストするも、8人目で蹴ったPKを失敗。試合後「今までの人生で最悪の経験」と語った。6月15日1stステージ第12節のガンバ大阪戦でJ1リーグ初スタメンを果たすと、シーズン終盤にはスタメン出場の機会も増え、9月17日2ndステージ第12節のFC東京戦でJ1リーグ初アシスト。10月1日第14節のガンバ大阪戦では、3得点に絡む大活躍を見せた。10月15日Jリーグカップ決勝のガンバ大阪戦では宇賀神友弥が前半で負傷しての出場となったが、右ウイングバックとしてドリブル突破で好機を演出。浦和の13年ぶりリーグ杯優勝に貢献するとともに、プロ人生で初のタイトルを獲得した。10月29日、2ndステージ第16節のジュビロ磐田戦ではドリブル突破から決勝点となる得点をアシストして2ndステージ優勝に貢献した。
2017年、自身初のJ1開幕スタメン出場を果たすと、3月1日ACL第2節のFCソウル戦ではボランチで出場し、浦和移籍後初得点を記録。4月26日ACL第5節のウェスタン・シドニー・ワンダラーズFC戦では2アシストの活躍でMOMに選出された。その後も右ウイングバックで出場していたが、7月30日に監督のミハイロ・ペトロヴィッチが解任。堀孝史が新監督に就任すると一転ベンチ外となりシーズンを終えた。
シーズン終了後、ペトロヴィッチが監督に就任した北海道コンサドーレ札幌から「戦力として不可欠」とオファーを受けた。

### 北海道コンサドーレ札幌
2018年、自身をJ1へ引き上げてくれた恩師であるペトロヴィッチに誘われ「ミシャさんのためにも、全力で札幌に貢献したい」とペトロヴィッチが新監督となった北海道コンサドーレ札幌へ期限付き移籍。キャンプではミシャ流サッカーの伝道師として、チームメイトへの戦術浸透にも貢献。開幕戦から右ウイングバックとしてスタメンに定着すると、3月2日第2節のセレッソ大阪戦、第3節の清水エスパルス戦と、高精度のクロスから2試合連続アシストを記録。その後もアシストを重ねるなど、ウイングバック、ボランチ、シャドーストライカーと３つのポジションでユーティリティに活躍。9月1日の神戸戦で左腕を骨折したり、最終節を前に扁桃炎で40度越えの熱を連発する などのアクシデントに見舞われるも、レギュラーとしてリーグ戦29試合に出場。札幌のクラブ史上最高となる4位躍進に貢献した。同年12月24日、札幌への完全移籍が発表された。
2019年1月、Jリーグ アジアチャレンジのバンコク・ユナイテッドFC戦で右膝半月板損傷で長期離脱した。7月に復帰するも同月に同じ個所を再び負傷し、2019年は出場3試合に留まった。
2020年、ケガから復活すると、第7節の横浜F・マリノス戦でJ1初ゴールや最終第34節の浦和レッズ戦でも古巣相手に埼玉スタジアム2002でゴールするなど、33試合に出場し4得点の活躍となった。
2024シーズン限りで契約満了となり、退団することとなった。

## プレースタイル
「古都のメッシ」とも称されるドリブラー。細かく軽やかなステップと一瞬の速さで相手を抜き去る独特のドリブルで、サイドからの突破を得意としている。京都ジュニアユースで指導を受けた中村順の助言によりその技術に磨きをかけた。
2015年にはJ2リーグのドリブル数ランキングで1位になるなど、ドリブル突破への拘りは強い。
ドリブルを仕掛けた瞬間にマーカーを置き去りにする初速はすさまじく、50mは6秒5ぐらいだが、瞬間のスピードには自信を持っている。
2人、3人に囲まれてもドリブルで打開する事のできる生粋のドリブラーだが、プロでの試合出場を重ね、パスでも形を作れるプレーヤーへと成長している。
168センチと体は大きくないが、相手の中へ入っていく動きと豊富な運動量で前線をかき回す。一方でシュートに課題を持っており、本人もたびたび言及している。
ポジションはサイドを主戦場としているが、戦術理解度が高く、サイドバック、ボランチ、ウイングバック、サイドハーフ、インサイドハーフ、トップ下、ウイング、2トップの一角から1トップまで、様々なポジションをこなせる。浦和レッズでもサイドで起用されている一方で、元監督のミハイロ・ペトロヴィッチは、ボランチが駒井の適正ポジションであると語っている。

## 評価
ユース時代は同じ京都府出身で同学年の宇佐美貴史と共に「天才ドリブラー」と呼ばれた。宇佐美は「善成こそが本当のドリブラー」と評している。
恩師でもあるペトロヴィッチは『走る・闘う・規律』の3原則を実践する駒井を高く評価。「戦地に連れて行くなら駒井だ」とも評している。また、2018年に期限付き移籍のため契約で出場できなかった浦和戦（4月21日・＠埼玉スタジアム2002； 結果はスコアレスドロー）後には「もし駒井が試合に出ていれば、我々が勝利に近づけたかもしれない」と絶大の信頼を寄せている。
解説者の名良橋晃は対峙したら怖い日本人選手として駒井の名前を挙げ「独特のリズムがあって、ボールを持ったらどん欲に仕掛ける。スピードもある」と語っている。
2014年には「J2最強ドリブラー」とも評され、2014年J2マガジン9月号の特集「選手が選んだ部門別ベストプレーヤー」の「ドリブル突破部門」で1位に輝いた。
2016年に対峙したガンバ大阪の左サイドバック藤春廣輝は駒井について「スピードに乗ったら止められないし、体を揺らしてタイミングをずらすのが上手い、嫌な相手」と評している。
2018年に札幌でチームメイトとなったタイ代表のチャナティップは「海外に行ってプレーできるレベルの選手」として駒井の名前を挙げている。

## 人物・エピソード
ファン、サポーターに対して常に笑顔で接するなど、ファンへの対応が丁寧な選手である。
京都サンガF.C.時代は、地元愛やチーム愛をたびたび語り、チームの中心選手としてサポーターからも愛される存在であった。2015年には京都のサポーターが選ぶチームMVP『サポーター賞』を受賞している。
駒井と同じ京都府京都市山科区出身のサッカー選手に、元日本代表の松井大輔がいる。
JRAの騎手である菱田裕二とは京都サンガジュニアユース時代の同期であり、今でも親交が深く、「ユウジは僕の自慢の友達であり、戦う世界は違うが、刺激を与えてくれる」と語っている。
京都時代から三平和司と仲が良く、2013年6月15日の愛媛FC戦にてゴールを決めた際に「スーパー銭湯に行った時に二人で決めた」という、二人で天を指差すゴールパフォーマンスを披露した。
浦和レッズでも明るい性格ですぐに溶けこみ、2016年に移籍後初のキャンプで同部屋となった槙野智章と同じヘアスタイル“槙野ヘア”へと変身した。
小学生の時から体が小さかったため、元京都サンガジュニアユース監督の北野誠は、「あのときからテクニシャンだったが、体が小さかったからプロは難しいと思っていた」「ユースでやっているのを知ったときには『まだやれているんだ』と思ったけど、そこからトップに上がれたときは良かったなと思った」と語っている。
駒井は2011年にJ2・京都サンガF.C.に加入してプロキャリアをスタートさせたが、それ以来「リーグ戦・天皇杯でゴールを決めたら、その試合は負けない（J1/J2・天皇杯合わせて31試合で29勝2分；2023年10月28日時点）」という「不敗神話」を継続させてきた（なお2020年Jリーグカップ準々決勝・横浜F・マリノス戦において、1-1の同点のままPK戦に入り、4-5で敗れた。ただし公式記録上は「延長後半終了時に同点なら引き分け」と取り扱われるので、その解釈でいくと「負けてはいない」と言えた）が、2024年5月19日の柏対札幌戦で「得点を決めながら試合は1-2で敗れた」ことにより途切れた。
私生活では、2014年12月24日に入籍を発表。2015年12月11日に京都市内の病院で第一子となる女児が誕生。
YouTubeにおいて「こまちん14」という名前でゲーム配信を行なっている。

## 所属クラブ
- 2002年 - 2004年 京都パープルサンガジュニア（京都市立百々小学校）
- 2005年 - 2007年 京都サンガF.C.U-15（立命館宇治中学校）
- 2008年 - 2010年 京都サンガF.C.U-18（立命館宇治高校）
  - 2010年  京都サンガF.C.（2種登録）
- 2011年 - 2015年  京都サンガF.C.
- 2016年 - 2018年  浦和レッズ
  - 2018年  北海道コンサドーレ札幌（期限付き移籍）
- 2019年 - 2024年  北海道コンサドーレ札幌
- 2025年 -  横浜FC

## 個人成績
| 国内大会個人成績 | 国内大会個人成績 | 国内大会個人成績 | 国内大会個人成績 | 国内大会個人成績 | 国内大会個人成績 | 国内大会個人成績 | 国内大会個人成績 | 国内大会個人成績 | 国内大会個人成績 | 国内大会個人成績 | 国内大会個人成績 |
| 年度             | クラブ           | 背番号           | リーグ           | リーグ戦         | リーグ戦         | リーグ杯         | リーグ杯         | オープン杯       | オープン杯       | 期間通算         | 期間通算         |
| 年度             | クラブ           | 背番号           | リーグ           | 出場             | 得点             | 出場             | 得点             | 出場             | 得点             | 出場             | 得点             |
| 日本             | 日本             | 日本             | 日本             | リーグ戦         | リーグ戦         | リーグ杯         | リーグ杯         | 天皇杯           | 天皇杯           | 期間通算         | 期間通算         |
| ---------------- | ---------------- | ---------------- | ---------------- | ---------------- | ---------------- | ---------------- | ---------------- | ---------------- | ---------------- | ---------------- | ---------------- |
| 2011             | 京都             | 22               | J2               | 25               | 1                | -                | -                | 3                | 1                | 28               | 2                |
| 2012             | 京都             | 22               | J2               | 32               | 6                | -                | -                | 2                | 1                | 34               | 7                |
| 2013             | 京都             | 7                | J2               | 39               | 4                | -                | -                | 2                | 0                | 40               | 4                |
| 2014             | 京都             | 7                | J2               | 40               | 1                | -                | -                | 2                | 0                | 42               | 1                |
| 2015             | 京都             | 7                | J2               | 35               | 3                | -                | -                | 3                | 1                | 38               | 4                |
| 2016             | 浦和             | 18               | J1               | 23               | 0                | 4                | 0                | 1                | 0                | 28               | 0                |
| 2017             | 浦和             | 18               | J1               | 24               | 0                | 1                | 0                | 3                | 0                | 28               | 0                |
| 2018             | 札幌             | 14               | J1               | 29               | 0                | 1                | 0                | 1                | 0                | 31               | 0                |
| 2019             | 札幌             | 14               | J1               | 3                | 0                | 0                | 0                | 1                | 0                | 4                | 0                |
| 2020             | 札幌             | 14               | J1               | 33               | 4                | 2                | 1                | -                | -                | 35               | 5                |
| 2021             | 札幌             | 14               | J1               | 37               | 2                | 7                | 0                | 0                | 0                | 44               | 2                |
| 2022             | 札幌             | 14               | J1               | 31               | 3                | 5                | 0                | 0                | 0                | 36               | 3                |
| 2023             | 札幌             | 14               | J1               | 26               | 4                | 4                | 0                | 1                | 0                | 31               | 4                |
| 2024             | 札幌             | 14               | J1               | 36               | 6                | 1                | 0                | 1                | 1                | 38               | 7                |
| 2025             | 横浜FC           | 6                | J1               |                  |                  |                  |                  |                  |                  |                  |                  |
| 通算             | 日本             | 日本             | J1               | 242              | 19               | 25               | 1                | 8                | 1                | 275              | 21               |
| 通算             | 日本             | 日本             | J2               | 171              | 15               | -                | -                | 12               | 3                | 183              | 18               |
| 総通算           | 総通算           | 総通算           | 総通算           | 413              | 34               | 25               | 1                | 20               | 4                | 458              | 39               |

- 2010年は2種登録選手としての出場は無し。

| 国際大会個人成績 | 国際大会個人成績 | 国際大会個人成績 | 国際大会個人成績 | 国際大会個人成績 | FIFA      | FIFA      |
| 年度             | クラブ           | 背番号           | 出場             | 得点             | 出場      | 得点      |
| AFC              | AFC              | AFC              | ACL              | ACL              | クラブW杯 | クラブW杯 |
| ---------------- | ---------------- | ---------------- | ---------------- | ---------------- | --------- | --------- |
| 2016             | 浦和             | 18               | 6                | 0                | -         | -         |
| 2017             | 浦和             | 18               | 9                | 1                | 0         | 0         |
| 通算             | AFC              | AFC              | 15               | 1                | 0         | 0         |

その他の公式戦
- 2012年
  - J1昇格プレーオフ 1試合0得点
- 2013年
  - J1昇格プレーオフ 2試合0得点
- 2016年
  - Jリーグチャンピオンシップ 2試合0得点
- 2017年
  - FUJI XEROX SUPER CUP 1試合0得点

その他の国際公式戦
- 2017年
  - スルガ銀行チャンピオンシップ 1試合0得点

出場歴
- J2リーグ初出場 ： 2011年4月30日 J2第9節 栃木SC戦 (栃木県グリーンスタジアム)
- J2リーグ初得点 ： 2011年7月18日 J2第21節 愛媛FC戦 (ニンジニアスタジアム)
- 天皇杯初出場 ： 2011年12月17日 4回戦 鹿島アントラーズ戦 (丸亀競技場)
- 天皇杯初得点 ： 2011年12月29日 準決勝 横浜F・マリノス戦 (国立競技場)
- Jリーグ通算100試合出場 ： 2014年3月22日 J2第4節 カターレ富山戦 (富山県総合運動公園陸上競技場)
- J1リーグ初出場 ： 2016年2月27日 J1第1節 柏レイソル戦 (日立柏サッカー場)
- J1リーグ初得点 ： 2020年7月26日 J1第7節 横浜F・マリノス戦 (札幌ドーム)
- AFCチャンピオンズリーグ初出場 ： 2016年3月2日 第2節 浦項スティーラーズ戦 (浦項スティールヤード)
- Jリーグカップ初出場 ： 2016年9月4日 決勝トーナメント準々決勝2ndleg ヴィッセル神戸戦 (埼玉スタジアム2002)
- AFCチャンピオンズリーグ初ゴール ： 2017年2月28日 第2節 FCソウル戦 (埼玉スタジアム2002)
- Jリーグ通算200試合出場 ： 2017年4月22日 J1第8節 北海道コンサドーレ札幌戦 (埼玉スタジアム2002)

## タイトル

### チーム
京都サンガF.C.ユース
- 日本クラブユースサッカー選手権 (U-15)大会：1回（2007年）
- Manel Pons Cup：1回（2010年）
- Torneo de Futbol Virgen del Pilar：1回（2010年）

浦和レッズ
- J1リーグ 2ndステージ：1回（2016年）
- Jリーグカップ：1回（2016年）
- AFCチャンピオンズリーグ：1回（2017年）
- スルガ銀行チャンピオンシップ：1回（2017年）

### 個人
- 日本クラブユースサッカー選手権 (U-15)大会 優秀選手：1回（2007年）
- Torneo de Futbol Virgen del Pilar 大会MVP：1回（2010年）
- J2リーグ Most Impressive Player：1回（2015年）

## 代表・選抜歴
- U-15日本代表 (2007年)
- U-16日本代表 (2008年)
- 京都府関西トレセン (2008年)